# Saint-Girons (Ariège)
Saint-Girons (en occitano, Sent Gironç) es una comuna francesa situada en el departamento de Ariège, en la región de Occitania. Tiene una población estimada, en 2019, de 6418 habitantes.

## Clima
| Parámetros climáticos promedio de Saint Girons (France) | Parámetros climáticos promedio de Saint Girons (France) | Parámetros climáticos promedio de Saint Girons (France) | Parámetros climáticos promedio de Saint Girons (France) | Parámetros climáticos promedio de Saint Girons (France) | Parámetros climáticos promedio de Saint Girons (France) | Parámetros climáticos promedio de Saint Girons (France) | Parámetros climáticos promedio de Saint Girons (France) | Parámetros climáticos promedio de Saint Girons (France) | Parámetros climáticos promedio de Saint Girons (France) | Parámetros climáticos promedio de Saint Girons (France) | Parámetros climáticos promedio de Saint Girons (France) | Parámetros climáticos promedio de Saint Girons (France) | Parámetros climáticos promedio de Saint Girons (France) |
| Mes                                                     | Ene.                                                    | Feb.                                                    | Mar.                                                    | Abr.                                                    | May.                                                    | Jun.                                                    | Jul.                                                    | Ago.                                                    | Sep.                                                    | Oct.                                                    | Nov.                                                    | Dic.                                                    | Anual                                                   |
| ------------------------------------------------------- | ------------------------------------------------------- | ------------------------------------------------------- | ------------------------------------------------------- | ------------------------------------------------------- | ------------------------------------------------------- | ------------------------------------------------------- | ------------------------------------------------------- | ------------------------------------------------------- | ------------------------------------------------------- | ------------------------------------------------------- | ------------------------------------------------------- | ------------------------------------------------------- | ------------------------------------------------------- |
| Temp. máx. abs. (°C)                                    | 22.4                                                    | 31.2                                                    | 29                                                      | 29                                                      | 32.1                                                    | 38.9                                                    | 38.2                                                    | 38.6                                                    | 36.5                                                    | 33.3                                                    | 26.4                                                    | 27                                                      | 38.9                                                    |
| Temp. máx. media (°C)                                   | 9.9                                                     | 11.3                                                    | 13.4                                                    | 15.1                                                    | 18.9                                                    | 22                                                      | 25.1                                                    | 25.2                                                    | 22.6                                                    | 18.2                                                    | 13.4                                                    | 11                                                      | 17.2                                                    |
| Temp. media (°C)                                        | 5.1                                                     | 6.4                                                     | 8.2                                                     | 10                                                      | 13.7                                                    | 16.9                                                    | 19.6                                                    | 19.7                                                    | 16.9                                                    | 12.9                                                    | 8.4                                                     | 6.2                                                     | 12                                                      |
| Temp. mín. media (°C)                                   | 0.4                                                     | 1.5                                                     | 2.9                                                     | 4.8                                                     | 8.5                                                     | 11.8                                                    | 14.1                                                    | 14.2                                                    | 11.1                                                    | 7.5                                                     | 3.2                                                     | 1.3                                                     | 6.8                                                     |
| Temp. mín. abs. (°C)                                    | -18.7                                                   | -16.5                                                   | -12.6                                                   | -4.2                                                    | -1.1                                                    | 2.2                                                     | 5.2                                                     | 4.7                                                     | 1.3                                                     | -4                                                      | -10.2                                                   | -12.3                                                   | -18.7                                                   |
| Precipitación total (mm)                                | 82                                                      | 86.8                                                    | 89.2                                                    | 110.1                                                   | 109                                                     | 95.5                                                    | 57.3                                                    | 74.1                                                    | 81.3                                                    | 86.8                                                    | 84.7                                                    | 80                                                      | 1036.8                                                  |
| Horas de sol                                            | 123                                                     | 142                                                     | 163.8                                                   | 168.5                                                   | 173.3                                                   | 189.3                                                   | 219.2                                                   | 206.3                                                   | 201.3                                                   | 159.5                                                   | 134.6                                                   | 113.4                                                   | 1959.2                                                  |
| Fuente: Météo climat stats «Clima de Saint Girons».     |                                                         |                                                         |                                                         |                                                         |                                                         |                                                         |                                                         |                                                         |                                                         |                                                         |                                                         |                                                         |                                                         |

## Demografía
| 2749 | 3054 | 3348 | 3868 | 4381 | 4282 | 3901 | 4142 | 3981 | 4005 | 4576 | 4745 | 4690 | 4953 | 5191 | 5459 | 5448 | 5915 | 6018 | 5990 | 5929 | 5749 | 6178 | 6120 | 6406 | 7026 | 6841 | 7368 | 7971 | 8130 | 7260 | 6596 | 6254 | 6552 | 6418 |
| Para los censos de 1962 a 1999 la población legal corresponde a la población sin duplicidades (Fuente: INSEE [Consultar]) |      |      |      |      |      |      |      |      |      |      |      |      |      |      |      |      |      |      |      |      |      |      |      |      |      |      |      |      |      |      |      |      |      |      |